# Верхнее Камье
 Верхнее Камье  — село в Афанасьевском районе Кировской области в составе Гординского сельского поселения.

## География
Расположено на расстоянии примерно 23 км на юг-юго-восток по прямой от райцентра поселка Афанасьево на правобережье реки Кама.

## История
Село было основано в 1757 году  связи с постройкой деревянной церкви во имя Святой Екатерины, просуществовавшей до 1778 года. В 1784 года упоминалось как село Зюздино (Верхокамское) с Владимирской церковью. С 1872 года новая церковь. Упоминалось в 1873 года как село Кораблевское (Екатерининское) с 49 дворами и 395 жителями. Состояло из деревень: Дурениной, Териной и Краснояра). В 1912 уже упоминается как Верхокамье, в 1926 в селе отмечено 4 двора и 11 жителей, в 1950 20 и 43 соответственно, в 1989 112 жителей. Настоящее название утвердилось с 1950 года.

## Население
Постоянное население составляло 147 человек (русские 100%) в 2002 году, 129 в 2010.